# Campeonato colombiano 1986
El Campeonato colombiano 1986 fue la trigésimo novena (39°) edición de la Categoría Primera A del fútbol profesional colombiano, siendo el torneo de Primera División en la temporada 1986.
América de Cali se convirtió en pentacampeón, siendo el único equipo en lograrlo hasta el momento en la primera división.
El último partido se disputó el 17 de diciembre de 1986, siendo un día oscuro para las fiestas del fútbol colombiano, toda vez que mientras se disputaba la final, sicarios a órdenes de "Los Priscos", un grupo de criminales al servicio del cartel de Medellín, asesinaron al periodista y director del diario El Espectador el señor Guillermo Cano.

## Equipos participantes

### Datos de los clubes
| Equipo                 | Ciudad       | Estadio                                                   |
| ---------------------- | ------------ | --------------------------------------------------------- |
| América de Cali        | Cali         | Olímpico Pascual Guerrero                                 |
| Atlético Bucaramanga   | Bucaramanga  | Alfonso López                                             |
| Atlético Nacional      | Medellín     | Atanasio Girardot                                         |
| Cúcuta Deportivo       | Cúcuta       | General Santander                                         |
| Deportes Quindío       | Armenia      | San José                                                  |
| Deportes Tolima        | Ibagué       | Estadio San Bonifacio                                     |
| Deportivo Cali         | Cali         | Olímpico Pascual Guerrero                                 |
| Deportivo Pereira      | Pereira      | Hernán Ramírez Villegas                                   |
| Independiente Medellín | Medellín     | Atanasio Girardot                                         |
| Junior                 | Barranquilla | Municipal Romelio Martínez Metropolitano Roberto Meléndez |
| Millonarios            | Bogotá       | Nemesio Camacho El Campín                                 |
| Once Caldas            | Manizales    | Fernando Londoño Londoño                                  |
| Santa Fe               | Bogotá       | Nemesio Camacho El Campín                                 |
| Unión Magdalena        | Santa Marta  | Eduardo Santos                                            |

### Localización
| Antioquia          | 2 | Atlético Nacional e Independiente Medellín | Nacional DIM Millonarios Santa Fe Caldas Pereira Quindío América Cali Bucaramanga Cúcuta Tolima Unión Junior |
| Bogotá, D. C.      | 2 | Millonarios y Santa Fe                     | Nacional DIM Millonarios Santa Fe Caldas Pereira Quindío América Cali Bucaramanga Cúcuta Tolima Unión Junior |
| Valle del Cauca    | 2 | América de Cali y Deportivo Cali           | Nacional DIM Millonarios Santa Fe Caldas Pereira Quindío América Cali Bucaramanga Cúcuta Tolima Unión Junior |
| Atlántico          | 1 | Junior                                     | Nacional DIM Millonarios Santa Fe Caldas Pereira Quindío América Cali Bucaramanga Cúcuta Tolima Unión Junior |
| Caldas             | 1 | Once Caldas                                | Nacional DIM Millonarios Santa Fe Caldas Pereira Quindío América Cali Bucaramanga Cúcuta Tolima Unión Junior |
| Magdalena          | 1 | Unión Magdalena                            | Nacional DIM Millonarios Santa Fe Caldas Pereira Quindío América Cali Bucaramanga Cúcuta Tolima Unión Junior |
| Norte de Santander | 1 | Cúcuta Deportivo                           | Nacional DIM Millonarios Santa Fe Caldas Pereira Quindío América Cali Bucaramanga Cúcuta Tolima Unión Junior |
| Quindío            | 1 | Deportes Quindío                           | Nacional DIM Millonarios Santa Fe Caldas Pereira Quindío América Cali Bucaramanga Cúcuta Tolima Unión Junior |
| Risaralda          | 1 | Deportivo Pereira                          | Nacional DIM Millonarios Santa Fe Caldas Pereira Quindío América Cali Bucaramanga Cúcuta Tolima Unión Junior |
| Santander          | 1 | Atlético Bucaramanga                       | Nacional DIM Millonarios Santa Fe Caldas Pereira Quindío América Cali Bucaramanga Cúcuta Tolima Unión Junior |
| Tolima             | 1 | Deportes Tolima                            | Nacional DIM Millonarios Santa Fe Caldas Pereira Quindío América Cali Bucaramanga Cúcuta Tolima Unión Junior |

## Torneo "José Eduardo Gnecco" (Apertura)
El torneo se desarrolló con dos grupos de siete equipos enfrentándose en partidos de ida y vuelta. Los dos cabezas de grupo disputaban el máximo punto (1.00) de la bonificación. Los segundos puestos disputaban el (0.50).

### Grupo A
| Pos. | Equipo                 | Pts. | PJ | G | E | P | GF | GC | Dif. | Clasificación |
| ---- | ---------------------- | ---- | -- | - | - | - | -- | -- | ---- | ------------- |
| 1    | Independiente Medellín | 18   | 14 | 7 | 4 | 3 | 18 | 11 | +7   | Bonificación  |
| 2    | Millonarios            | 17   | 14 | 6 | 5 | 3 | 25 | 13 | +12  | Bonificación  |
| 3    | Deportes Quindío       | 17   | 14 | 6 | 5 | 3 | 21 | 11 | +10  |               |
| 4    | Deportivo Cali         | 13   | 14 | 5 | 3 | 6 | 14 | 17 | −3   |               |
| 5    | Unión Magdalena        | 13   | 14 | 5 | 3 | 6 | 13 | 21 | −8   |               |
| 6    | Once Caldas            | 12   | 14 | 3 | 6 | 5 | 13 | 14 | −1   |               |
| 7    | Atlético Bucaramanga   | 10   | 13 | 2 | 6 | 5 | 12 | 22 | −10  |               |

 Fuente: Rsssf

### Grupo B
| Pos. | Equipo            | Pts. | PJ | G | E | P  | GF | GC | Dif. | Clasificación |
| ---- | ----------------- | ---- | -- | - | - | -- | -- | -- | ---- | ------------- |
| 1    | Junior            | 19   | 14 | 6 | 7 | 1  | 25 | 14 | +11  | Bonificación  |
| 2    | América de Cali   | 18   | 14 | 7 | 4 | 3  | 28 | 14 | +14  | Bonificación  |
| 3    | Cúcuta Deportivo  | 15   | 14 | 4 | 7 | 3  | 13 | 14 | −1   |               |
| 4    | Atlético Nacional | 14   | 14 | 5 | 4 | 5  | 14 | 13 | +1   |               |
| 5    | Santa Fe          | 14   | 14 | 4 | 6 | 4  | 13 | 13 | 0    |               |
| 6    | Deportivo Pereira | 14   | 14 | 4 | 6 | 4  | 16 | 19 | −3   |               |
| 7    | Deportes Tolima   | 2    | 14 | 0 | 2 | 12 | 7  | 32 | −25  |               |

 Fuente: Rsssf

### Bonificación
| Pos. | Equipo                 | Pts. | PJ | G | E | P | GF | GC | Dif. | Clasificación                |
| ---- | ---------------------- | ---- | -- | - | - | - | -- | -- | ---- | ---------------------------- |
| 1    | Junior                 | 2    | 2  | 0 | 2 | 0 | 1  | 1  | 0    | 1 punto de bonificación.     |
| 2    | Independiente Medellín | 2    | 2  | 0 | 2 | 0 | 1  | 1  | 0    | 0.75 puntos de bonificación. |

 Fuente: Rsssf
| Pos. | Equipo          | Pts. | PJ | G | E | P | GF | GC | Dif. | Clasificación                |
| ---- | --------------- | ---- | -- | - | - | - | -- | -- | ---- | ---------------------------- |
| 1    | Millonarios     | 2    | 2  | 1 | 0 | 1 | 3  | 2  | +1   | 0.50 puntos de bonificación. |
| 2    | América de Cali | 2    | 2  | 1 | 0 | 1 | 2  | 3  | −1   | 0.25 puntos de bonificación. |

 Fuente: Rsssf

## Torneo "Edmer Tamayo Marín" (Finalización)
El primer lugar consiguió una puntuación de 1.00, el segundo lugar obtuvo 0.75, el tercero alcanzó 0.50 y el cuarto lugar recibió 0.25 puntos.
| Pos. | Equipo                 | Pts. | PJ | G  | E  | P  | GF | GC | Dif. | Clasificación |
| ---- | ---------------------- | ---- | -- | -- | -- | -- | -- | -- | ---- | ------------- |
| 1    | Millonarios            | 34   | 26 | 12 | 10 | 4  | 37 | 20 | +17  | Bonificación. |
| 2    | América de Cali        | 33   | 26 | 13 | 7  | 6  | 41 | 25 | +16  | Bonificación. |
| 3    | Independiente Medellín | 32   | 26 | 11 | 10 | 5  | 33 | 20 | +13  | Bonificación. |
| 4    | Deportivo Cali         | 31   | 26 | 12 | 7  | 7  | 34 | 25 | +9   | Bonificación. |
| 5    | Atlético Nacional      | 31   | 26 | 8  | 15 | 3  | 25 | 17 | +8   |               |
| 6    | Once Caldas            | 30   | 26 | 10 | 10 | 6  | 37 | 26 | +11  |               |
| 7    | Deportes Quindío       | 29   | 26 | 8  | 13 | 5  | 35 | 27 | +8   |               |
| 8    | Santa Fe               | 27   | 26 | 10 | 7  | 9  | 24 | 24 | 0    |               |
| 9    | Unión Magdalena        | 26   | 26 | 11 | 4  | 11 | 29 | 38 | −9   |               |
| 10   | Junior                 | 26   | 26 | 9  | 8  | 9  | 25 | 28 | −3   |               |
| 11   | Atlético Bucaramanga   | 25   | 26 | 7  | 11 | 8  | 32 | 36 | −4   |               |
| 12   | Deportes Tolima        | 19   | 26 | 8  | 3  | 15 | 23 | 33 | −10  |               |
| 13   | Cúcuta Deportivo       | 13   | 26 | 2  | 9  | 15 | 15 | 34 | −19  |               |
| 14   | Deportivo Pereira      | 8    | 26 | 1  | 6  | 19 | 14 | 51 | −37  |               |

 Fuente: Rsssf

## Tabla de bonificación
| Pos | Equipo                 | Torneo Apertura | Torneo Finalización | Total |
| --- | ---------------------- | --------------- | ------------------- | ----- |
| 1.  | Millonarios            | 0.50            | 1.00                | 1.50  |
| 2.  | Independiente Medellín | 0.75            | 0.50                | 1.25  |
| 2.  | América de Cali        | 0.25            | 0.75                | 1.00  |
| 4.  | Junior                 | 1.00            | 0                   | 1.00  |
| 5.  | Deportivo Cali         | 0               | 0.25                | 0.25  |

## Octogonal final
Los ocho mejores equipos de la reclasificación clasificaron al octogonal final.
| Pos. | Equipo                 | Pts.  | PJ | G  | E | P | GF | GC | Dif. | Clasificación                   |
| ---- | ---------------------- | ----- | -- | -- | - | - | -- | -- | ---- | ------------------------------- |
| 1    | América de Cali        | 22    | 14 | 9  | 3 | 2 | 24 | 12 | +12  | Campeón y Copa Libertadores.    |
| 2    | Deportivo Cali         | 20.25 | 14 | 10 | 0 | 4 | 25 | 14 | +11  | Subcampeón y Copa Libertadores. |
| 3    | Millonarios            | 17.5  | 14 | 7  | 2 | 5 | 16 | 13 | +3   |                                 |
| 4    | Junior                 | 16    | 14 | 6  | 3 | 5 | 16 | 15 | +1   |                                 |
| 5    | Independiente Medellín | 12.25 | 14 | 3  | 5 | 6 | 11 | 19 | −8   |                                 |
| 6    | Atlético Nacional      | 10    | 14 | 3  | 4 | 7 | 12 | 15 | −3   |                                 |
| 7    | Deportes Quindío       | 10    | 14 | 3  | 4 | 7 | 10 | 15 | −5   |                                 |
| 8    | Once Caldas            | 9     | 14 | 3  | 3 | 8 | 18 | 29 | −11  |                                 |

 Fuente: Rsssf
| Fecha 1      |           |                  |
| Equipo Local | Resultado | Equipo Visitante |
|              |           |                  |
|              |           |                  |
|              |           |                  |
|              |           |                  |

| Fecha 2      |           |                  |
| Equipo Local | Resultado | Equipo Visitante |
|              |           |                  |
|              |           |                  |
|              |           |                  |
|              |           |                  |

| Fecha 3      |           |                  |
| Equipo Local | Resultado | Equipo Visitante |
|              |           |                  |
|              |           |                  |
|              |           |                  |
|              |           |                  |

| Fecha 4      |           |                  |
| Equipo Local | Resultado | Equipo Visitante |
| América      | 2 - 1     | Medellin         |
|              |           |                  |
|              |           |                  |
|              |           |                  |

| Fecha 5      |           |                  |
| Equipo Local | Resultado | Equipo Visitante |
| Cali         | 4 - 1     | Junior           |
| Millonarios  | 0 - 0     | América          |
| Caldas       | 3 - 3     | Medellin         |
| Nacional     |           | Quindio          |

| Fecha 6      |           |                  |
| Equipo Local | Resultado | Equipo Visitante |
| Junior       | 1 - 0     | Nacional         |
| Caldas       | 0 - 0     | Quindio          |
| América      | 2 - 0     | Cali             |
| Medellin     | 0 - 0     | Millonarios      |

| Fecha 7      |           |                  |
| Equipo Local | Resultado | Equipo Visitante |
| Millonarios  | 3 - 2     | Caldas           |
| Nacional     | 2 - 3     | América          |
| Quindio      | 0 - 0     | Junior           |
| Cali         | 2 - 0     | Medellin         |

| Fecha 8      |           |                  |
| Equipo Local | Resultado | Equipo Visitante |
| Cali         | 2 - 1     | Millonarios      |
| Junior       | 4 - 1     | Caldas           |
| Nacional     |           | Medellin         |
| Quindio      | 0 - 0     | América          |

| Fecha 9      |           |                  |
| Equipo Local | Resultado | Equipo Visitante |
|              |           |                  |
|              |           |                  |
|              |           |                  |
|              |           |                  |

| Fecha 10     |           |                  |
| Equipo Local | Resultado | Equipo Visitante |
|              |           |                  |
|              |           |                  |
|              |           |                  |
|              |           |                  |

| Fecha 11     |           |                  |
| Equipo Local | Resultado | Equipo Visitante |
|              |           |                  |
|              |           |                  |
|              |           |                  |
|              |           |                  |

| Fecha 12     |           |                  |
| Equipo Local | Resultado | Equipo Visitante |
|              |           |                  |
| América      | 1 - 0     | Millonarios      |
|              |           |                  |
| Caldas       | 2 - 1     | Cali             |

| Fecha 13     |           |                  |
| Equipo Local | Resultado | Equipo Visitante |
| Cali         | 1 - 3     | América          |
| Millonarios  | 4 - 1     | Medellin         |
| Nacional     |           | Junior           |
| Quindio      |           | Caldas           |

| Fecha 14     |           |                  |
| Equipo Local | Resultado | Equipo Visitante |
| América      | 2 - 3     |                  |
| Caldas       | 2 - 0     | Millonarios      |
| Medellin     | 1 - 3     | Cali             |
|              |           |                  |

|                                    |
| Bandera de Colombia                |
| Campeón América de Cali 6.º título |

## Goleadores
| Jugador               | Equipo                 | Goles |
| --------------------- | ---------------------- | ----- |
| Héctor Ramón Sosa     | Independiente Medellín | 23    |
| Ricardo Gareca        | América de Cali        | 21    |
| Jorge Alberto Taverna | Deportes Quindío       | 18    |
| Juan Jairo Galeano    | Atlético Nacional      | 17    |
| Julio César Uribe     | Junior                 | 16    |
| Sergio Angulo         | Deportivo Cali         | 16    |
| José Ricardo Pérez    | Once Caldas            | 16    |